# Las Heras (departement)
Las Heras is een departement in de Argentijnse provincie Mendoza. Het departement (Spaans:  departamento) heeft een oppervlakte van 8.955 km² en telt 182.962 inwoners.

## Plaatsen in departement Las Heras
- Capdevilla
- Cieneguita
- El Algarrobal
- El Borbollón
- El Challao
- El Pastal
- El Plumerillo
- El Resguardo
- El Zapallar
- Las Cuevas
- Las Heras
- Panquehua
- Polvaredas
- Puente del Inca
- Punta de Vacas
- Sierras de Encalada
- Uspallata